# Thymus pubescens
Thymus pubescens — вид рослин родини глухокропивові (Lamiaceae), поширений у Туреччині, Ірані й Іраку.

## Опис
Напівчагарник з дерев'янистим стрижневим коренем і від повзучих до напівпіднятих дерев'янистих гілок з квітучими стеблами 2–9 см, зазвичай з пахвовими пучками малого листя. Листки квіткових стебел 5.5–9.5 x 1.8–2.5 мм, ланцетні, ±гострі; маслянисті цяточки бліді; головна жилка помітна, бліда; бічні жилки 2 пари, ±помітні..
Суцвіття головчасте. Приквітки не відрізняються від листків. Чашечка 3.5–4.8 мм, верхні зуби 0.6–1 мм; віночок блідно-рожевий або бузковий, 5–6.5 мм.

## Поширення
Поширений у Туреччині, Ірані й Іраку.
Росте у степах, сухих пасовищах, відкритих кам'янистих землях на висотах 1830–3000 м.